# Arcellina
Arcellina is een onderorde in de taxonomische indeling van de Amoebozoa. Deze micro-organismen hebben geen vaste vorm en hebben schijnvoetjes. Met deze schijnvoetjes kunnen ze voortbewegen en zich voeden. Het organisme behoort tot de orde Arcellinida.